# Пустынница
Пустынница (лат. Eremogone) — род растений семейства Гвоздичные (Caryophyllaceae).

## Описание
Полукустарнички и многолетние травянистые растения. Листья узколинейные или почти щетиновидные, более 3 см длиной.
Соцветия щитковидные, метелковидные или головчатые из дихазиев. Цветки пятичленные. Чашелистики вверх направленные, отвердевают при плодах, чашечка обычно короче венчика. Лепестки белые, редко розовые, цельные, яйцевидные или обратнояйцевидные. Тычинок 10. Стилодиев 3.
Плод — одногнёздная, многосемянная, яйцевидная коробочка, вскрывается 6 зубцами. Семена островато-бугорчатые, сильно сплюснутые, более 1 мм в диаметре.

## Классификация

### Таксономия
Eremogone Fenzl, 1833, Vers. Darstell. Alsin. : 13
Род Пустынница относится к семейству Гвоздичные (Caryophyllaceae) порядка Гвоздичноцветные (Caryophyllales). Кладограмма в соответствии с Системой APG IV по состоянию на декабрь 2023 года:
|  |                                      |  |                                   |                                   |                      |  | ещё 40 семейств |              |                |                                                          |
|  |                                      |  |                                   |                                   |                      |  |                 |              |                | 71 подтвержденный вид и 7 видов, ожидающих подтверждения |
|  |                                      |  |                                   | порядок Гвоздичноцветные          |                      |  |                 |              | род Пустынница |                                                          |
|  |                                      |  |                                   | порядок Гвоздичноцветные          |                      |  |                 |              | род Пустынница |                                                          |
|  | отдел Цветковые, или Покрытосеменные |  |                                   |                                   | семейство Гвоздичные |  |                 |              |                |                                                          |
|  | отдел Цветковые, или Покрытосеменные |  |                                   |                                   |                      |  |                 |              |                |                                                          |
|  |                                      |  | ещё 63 порядка цветковых растений | ещё 63 порядка цветковых растений |                      |  |                 | еще 97 родов | еще 97 родов   |                                                          |
|  |                                      |  |                                   | ещё 63 порядка цветковых растений |                      |  |                 |              | еще 97 родов   |                                                          |

### Виды
- Eremogone aberrans (M.E.Jones) Ikonn.
- Eremogone acerosa (Boiss. & Heldr.) Ikonn.
- Eremogone acicularis (F.N.Williams ex Keissl.) Ikonn.
- Eremogone aculeata (S.Watson) Ikonn.
- Eremogone acutisepala (Hausskn. ex F.N.Williams) Ikonn.
- Eremogone androsacea (Grubov) Ikonn.
- Eremogone angustisepala (McNeill) Ikonn.
- Eremogone armeniaca (Boiss.) Holub
- Eremogone asiatica (Schischk.) Ikonn. — Пустынница азиатская
- Eremogone biebersteinii (Schltdl.) Holub — Пустынница Биберштейна
- Eremogone blepharophylla (Boiss.) Ikonn.
- Eremogone brachypetala (Grossh.) Czerep.
- Eremogone calcicola (Gilli) Ikonn.
- Eremogone capillaris (Poir.) Fenzl — Пустынница волосовидная
- Eremogone caricifolia (Boiss.) Ikonn.
- Eremogone cephalotes (M.Bieb.) Fenzl — Пустынница головчатая
- Eremogone cliftonii Rabeler & R.L.Hartm.
- Eremogone congesta (Nutt.) Ikonn.
- Eremogone cucubaloides (Sm.) Hohen. — Пустынница пузырниковидная
- Eremogone davisii (McNeill) Holub
- Eremogone dianthoides (Sm.) Ikonn. — Пустынница гвоздичковая
- Eremogone drypidea (Boiss.) Ikonn.
- Eremogone eastwoodiae (Rydb.) Ikonn.
- Eremogone fendleri (A.Gray) Ikonn.
- Eremogone ferganica (Schischk.) Ikonn. — Пустынница ферганская
- Eremogone ferrisiae (Abrams) R.L.Hartm. & Rabeler
- Eremogone franklinii (Douglas ex Hook.) R.L.Hartm. & Rabeler
- Eremogone glaucescens (H.J.P.Winkl.) Ikonn.
- Eremogone globuliflora (Rech.f.) Ikonn.
- Eremogone graminea (C.A.Mey.) C.A.Mey. — Пустынница злаковая
- Eremogone griffithii (Boiss.) Ikonn. — Пустынница Гриффита
- Eremogone gypsophiloides (L.) Fenzl — Пустынница качимовидная
- Eremogone holostea (M.Bieb.) Rupr. — Пустынница ланцетолистная
- Eremogone hookeri W.A.Weber
- Eremogone insignis (Litv.) Ikonn. — Пустынница приметная
- Eremogone isaurica (Boiss.) Ikonn.
- Eremogone jakutorum (A.P.Khokhr.) N.S.Pavlova
- Eremogone juncea (M.Bieb.) Fenzl — Пустынница ситниковая
- Eremogone kingii (S.Watson) Ikonn.
- Eremogone koelzii (Rech.f.) Ikonn.
- Eremogone ladyginae Ikonn.
- Eremogone ledebouriana (Fenzl) Ikonn. — Пустынница Ледебура
- Eremogone litwinowii (Schischk.) Ikonn.
- Eremogone longifolia (M.Bieb.) Fenzl — Пустынница длиннолистная
- Eremogone lychnidea (M.Bieb.) Rupr. — Пустынница горицветная
- Eremogone macradenia (S.Watson) Ikonn. — Пустынница мелкожелёзистая
- Eremogone macrantha (Schischk.) Ikonn. — Пустынница крупноцветковая
- Eremogone meyeri (Fenzl) Ikonn. — Пустынница Мейера
- Eremogone mongholica (Schischk.) Ikonn. — Пустынница монгольская
- Eremogone multiflora (Gilli) Ikonn.
- Eremogone oosepala (Bordz.) Czerep.
- Eremogone paulsenii (H.J.P.Winkl.) Ikonn. — Пустынница Паульсена
- Eremogone pineticola Klokov — Пустынница боровая
- Eremogone polaris (Schischk.) Ikonn. — Пустынница полярная
- Eremogone polycnemifolia (Boiss.) Holub
- Eremogone procera Rchb. — Пустынница высокая
- Eremogone przewalskii (Maxim.) Ikonn.
- Eremogone pseudacantholimon (Bornm.) Holub
- Eremogone pumicola (Coville & Leiberg) Ikonn.
- Eremogone rigida (M.Bieb.) Fenzl — Пустынница жёсткая
- Eremogone saxatilis (L.) Ikonn. — Пустынница скальная
- Eremogone scariosa (Boiss.) Holub
- Eremogone stenomeres (Eastw.) Ikonn.
- Eremogone surculosa (Rech.f.) Ikonn.
- Eremogone szowitsii (Boiss.) Ikonn. — Пустынница Шовица
- Eremogone talassica (Adylov) Czerep.
- Eremogone tetrasticha (Boiss.) Ikonn.
- Eremogone tschuktschorum (Regel) Ikonn. — Пустынница чукотская
- Eremogone turlanica (Bajtenov) Czerep.
- Eremogone ursina (B.L.Rob.) Ikonn.
- Eremogone zargariana (Parsa) Holub